# Самоопредељење (политичка странка)
Покрет Самоопредељење (алб. Lëvizja Vetëvendosje) је политичка странка у Републици Косово. Усмерена је ка принципима социјалдемократије, популизма, као и албанског национализма. Снажно се залаже за уједињење Албаније и Косова.
Основано је 2005. године као наследник Акционе мреже Косова (АМК), а 2010. по први пут учествује на изборима. У великој мери заснива своју идеологију на делима Укшина Хотија. Води кампању за друштвене и политичке промене засноване на принципима једнакости, демократије, политичке слободе и социјалне правде за сваког грађанина.
Највећа је политичка странка у Републици Косово, која је освојила 58 посланичких мандата на парламентарним изборима 2021. заједно са странком Усуди се Вјосе Османи, која се била унутар листе Самоопредељења. Формирала је Владу у коалицији са несрпским мањинама. Вођа странке Аљбин Курти је председник Владе Косова. На локалном нивоу, Самоопредељење управља четири општине. Поред тога, огранак странке у Албанији, који тамо функционише као непрофитна организација, подржао је три независна кандидата који су се кандидовала на парламентарним изборима у Албанији 2021. године.

## Контроверзе
Активисти и политичари Самоопредељења су често игнорисали и оспоравали симболе Републике Косово, укључујући заставу и химну. Године 2017. Висар Имери, тадашњи председник Самоопредељења, одбио је да устане за химну када је учествовао на конгресу Новог савеза Косова. Када је упитан зашто је тако поступио, изјавио је да је побркао химну за мелодију Лудвига ван Бетовена. У интервјуу пре парламентарних избора 2019. године, Аљбин Курти, председник Самоопредељења, рекао је: „Наравно да ћу поштовати (симболе Републике Косово) као председник Владе. Али имајте на уму да сам ја председник Самоопредељења и да такође представљам оне вредности које су нам важне. Химна Албаније не припада само једој држави, него свим Албанцима. Ми као Албанци имамо много тога заједничко, укључујући заставу, историју итд. Застава Републике Косово нема никакву историју или вредност осим своје географске вредности. Знамо да је (усвајање ове заставе) била грешка, али сада немамо другог избора него да то прихватимо.”

## Списак председника
| #  | Председник  | Председник | Рођење—смрт | Почетак мандата  | Завршетак мандата | Време на функцији  |
| -- | ----------- | ---------- | ----------- | ---------------- | ----------------- | ------------------ |
| 1. | Аљбин Курти |            | 1975—       | 12. јун 2005.    | 28. фебруар 2015. | 9 година, 261 дан  |
| 2. | Висар Имери |            | 1973—       | 1. март 2015.    | 2. јануар 2018.   | 2 године, 307 дана |
| 3. | Аљбин Курти |            | 1975—       | 21. јануар 2018. | на дужности       | 7 година, 123 дана |

## Резултати на изборима
| \| Година \| Гласови \| % \| Мандати \| Мандати за Албанце \| Промена \| +/– \| Статус \| \| ------ \| ------- \| ------ \| -------- \| ------------------ \| ------- \| --- \| --------------------- \| \| 2010. \| 88.652 \| 12,69% \| 14 / 120 \| 14 / 100 \| 3. \| 14 \| опозиција \| \| 2014. \| 99.397 \| 13,59% \| 16 / 120 \| 16 / 100 \| 3. \| 2 \| опозиција \| \| 2017. \| 200.135 \| 27,49% \| 32 / 120 \| 32 / 100 \| 1. \| 16 \| опозиција \| \| 2019. \| 221.001 \| 26,27% \| 29 / 120 \| 29 / 100 \| 1. \| 3 \| влада (2019—2020) \| \| 2019. \| 221.001 \| 26,27% \| 29 / 120 \| 29 / 100 \| 1. \| 3 \| опозиција (2020—2021) \| \| 2021. \| 438.335 \| 50,28% \| 58 / 120 \| 58 / 100 \| 1. \| 29 \| влада \| \| 2025. \| 396.022 \| 42,27% \| 48 / 120 \| 48 / 100 \| 1. \| 10 \| \| |         |        |          |                    |         |     |                       |
| Година | Гласови | %      | Мандати  | Мандати за Албанце | Промена | +/– | Статус                |
| 2010. | 88.652  | 12,69% | 14 / 120 | 14 / 100           | 3.      | 14  | опозиција             |
| 2014. | 99.397  | 13,59% | 16 / 120 | 16 / 100           | 3.      | 2   | опозиција             |
| 2017. | 200.135 | 27,49% | 32 / 120 | 32 / 100           | 1.      | 16  | опозиција             |
| 2019. | 221.001 | 26,27% | 29 / 120 | 29 / 100           | 1.      | 3   | влада (2019—2020)     |
| 2019. | 221.001 | 26,27% | 29 / 120 | 29 / 100           | 1.      | 3   | опозиција (2020—2021) |
| 2021. | 438.335 | 50,28% | 58 / 120 | 58 / 100           | 1.      | 29  | влада                 |
| 2025. | 396.022 | 42,27% | 48 / 120 | 48 / 100           | 1.      | 10  |                       |